# Dwór w Wierzchowiskach
Dwór w Wierzchowiskach – dwór z XIX wieku we wsi Wierzchowiska (Wierzchowiska Drugie), w powiecie świdnickim, wpisany do rejestru zabytków nieruchomych województwa lubelskiego.
Na początku XIX w. własność Seweryna Koźmiana herbu Nałęcz, syna Jana, brata Kajetana Koźmiana (1771–1856) poety i krytyka literacko-teatralnego. Od frontu portyk z dwiema  kolumnami toskańskimi podtrzymującymi fronton ze stiukową dekoracją roślinną.
Obiekt jest częścią zespołu dworskiego z połowy XIX w., w skład którego wchodzą:
- dwór
- kordegarda
- budynki gospodarcze
- park[2].

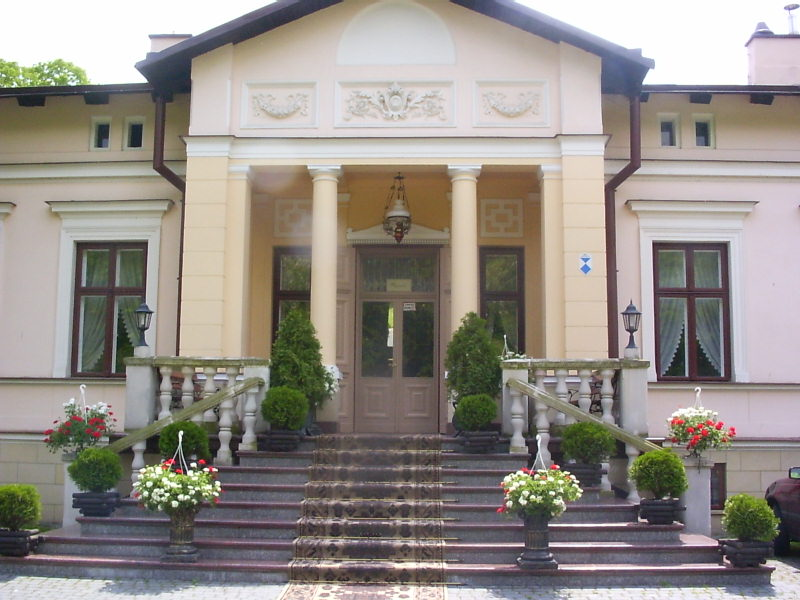
Szczyt z herbem Nałęcz
Herbem Nałęcz